# Predrag Marković
Predrag Marković (Tiếng Serbia: Предраг Марковић; sinh 7 tháng 12 năm 1955) là nhà sử học, tác giả và chính trị gia Serbia.